# Der Windhund
Der Windhund (Originaltitel: Flic ou Voyou) ist ein französischer Kriminalfilm von Regisseur Georges Lautner aus dem Jahr 1979 mit Jean-Paul Belmondo.

## Handlung
Stanislas Borowitz ist ein Kommissar vom IGPN (Inspection Générale de la Police Nationale), der besonders effektive und rasche Methoden anwendet, um korrupten Polizisten das Handwerk zu legen. Er wird nach Absprache mit Kommissar Grimaud von Paris nach Nizza geschickt, um gegen die dortige Mafia anzukämpfen und um den Mord eines korrupten Kommissars zu untersuchen.
Dabei nimmt Borowitz die Identität eines Verbrechers namens Antonio Cerruti an und löst einen Krieg zwischen den beiden größten lokalen Bandenchefs Théodore Musard und Achille Volfoni aus. Außerdem entlarvt Stanislas eine geheime Polizeiorganisation der Mafia in der Stadt. Parallel zu seinen Untersuchungen beginnt Borowitz eine Beziehung mit der reichen Romanautorin Edmonde Puget-Rostand. Seine Ermittlungen werden jedoch durch das plötzliche Auftauchen seiner Tochter Charlotte, welche aus einem Pensionat in England ausgerissen ist, durcheinander gebracht.
Als die korrupten Polizeiinspektoren Rey und Massard, welche beide für Volfini arbeiten, Borowitz' wahre Identität entdecken, wollen sie ihn um jeden Preis aus dem Weg räumen. Ein Anschlag auf Borowitz seitens Rey misslingt und Stanislas lässt es so aussehen, als sei Volfoni für Reys Tod verantwortlich. Schließlich wird Charlotte von Musard und seinen Männern entführt. Borowitz verdächtigt zunächst Volfoni und hält diesen gefangen. Durch ein Paket, welches an Edmonde versendet wurde und einen Schuh sowie eine Telefonnummer auf einem Stück Papier beinhaltet, erkennt Borowitz aber, dass Musard hinter Charlottes Entführung steckt.
Massard bietet Stanislas seine Hilfe an, welche dieser scheinbar annimmt. Massard tötet Musard und auch dessen Handlanger und bringt Charlotte zu ihrem Vater zurück. Am Ende jedoch verrät Borowitz den korrupten Massard, wobei letzterer gemeinsam mit Volfoni bei einem Fluchtversuch umkommt. Stanislas verabschiedet sich von Edmonde und kehrt mit Charlotte nach Paris zurück.

## Kritiken
Das Lexikon des internationalen Films schrieb: „Ein mit einem gewissen Maß an Tempo und Witz, aber auch sehr viel stereotypen Versatzstücken, die frühere Filme mit Belmondo reproduzieren, inszenierter Polizeifilm, dessen parodistische Ansätze seine Sympathien für die Selbstjustiz nicht überdecken.“
Cinema meinte: „Belmondo agiert wieder mit Witz und Tempo. Fazit: Der ‚Profi‘ in Bestform - Action mit Schmackes.“

## Hintergrund
- Die Uraufführung fand am 28. März 1979 statt, seine Premiere in Westdeutschland hatte der Film am 21. Juni 1979.[4]
- Der Windhund war 1979 mit beinahe 4 Millionen Zuschauern der vierterfolgreichste Film in Frankreich.[5][6]
- Der Film wurde in Nizza gedreht.[7]
- Belmondo führte wie in den meisten seiner Filme die Stunts selbst aus.
- Der Rollenname Edmonde Puget-Rostand ist offenbar eine Anspielung auf den Theaterschriftsteller Edmond Rostand.